# Distretto di Pucará (Cajamarca)
Il distretto di Pucará è uno dei dodici distretti  della provincia di Jaén, in Perù. Si trova nella regione di Cajamarca e si estende su una superficie di 240,3 chilometri quadrati.

Istituito il 2 febbraio 1956, ha per capitale la città di Pucará; al censimento 2005 contava 7.046 abitanti.